# بيتر لورانت
بيتر لورانت (بالمجرية: Lóránt Péter) مواليد 23 أكتوبر 1985 في بودابست، هو لاعب كرة سلة من المجر. بدأ مسيرته الاحترافية في سنة 2006. يحمل الرقم 44. يبلغ طوله 6 قدم 9 بوصة (2.1 م).

## المسيرة الاحترافية
لعب مع باسكت مانريسا في الدوري الإسباني في سنة 2007، ثم لعب مع سان سباستيان غيبوثكوا بي سي في موسم 2011–2012، ثم لعب مع فيرتوس روما في الدوري الإيطالي في موسم 2012–2013، ثم لعب مع نادي سولنوكي أولاي لكرة السلة في موسم 2013–2014، ثم لعب مع فيكتوريا يبرتاس بيزارو في الدوري الإيطالي في سنة 2015.

## روابط خارجية
- بيتر لورانت على موقع الاتحاد الدولي لكرة السلة (الإنجليزية)
- بيتر لورانت على موقع الدوري الإسباني لكرة السلة (الإسبانية)
- بيتر لورانت على موقع كرة السلة الأوروبية.كوم (الإنجليزية)
- بيتر لورانت على موقع ريلجم (الإنجليزية)
- بيتر لورانت على موقع بروبوليرز (الإنجليزية)
- بيتر لورانت على موقع سبورتس رفرنس (الإنجليزية)